# Salamander (Schuhe)
Salamander ist eine deutsche Schuhmarke mit einer wechselvollen Geschichte seit 1899.

## Geschichte

### Gründung der Salamander-Schuhverkaufsgesellschaft
Der Name Salamander und das Logo mit dem Feuersalamander sind eine Marke, die sich der in Bad Buchau gebürtige Berliner Lederhändler Rudolf Moos, ein Verwandter Albert Einsteins, am 5. Dezember 1899 beim kaiserlichen Patentamt in Berlin als Warenzeichen eintragen ließ. Inspiriert durch die Abbildung einer Brosche in einer englischen Zeitung bildete das Symbol einer Eidechse die Anregung für das Markenzeichen der ersten Produkte einer von ihm gefertigten Schuhcreme. Wegen der geplanten internationalen Geschäfte benutzte Moos von Beginn an die Bezeichnung „Salamander“, da dieses Wort keiner Übersetzung bedurfte. Diese Schuhcreme wurde anfangs in den Kellerräumen seines Ladengeschäftes in der Berliner Friedrichstraße 221 hergestellt. Das Schuhgeschäft ließ er 1903 neu ausgestalten, dabei auch die Fassade und das Logo fachmännisch gestalten. Damit öffnete das erste Salamander-Geschäft am 20. Dezember 1903 an der genannten Adresse in Berlin mit dem Verkauf von Schuhen. Weil das Bildsymbol nicht eindeutig war, ließ er am 8. Mai 1904 einen Feuersalamander als neu verändertes Logo als Warenzeichen für Schuhe beim Patentamt Berlin eintragen.

Briefkopf der Schuhfabriken J. Sigle & Cie., um 1917

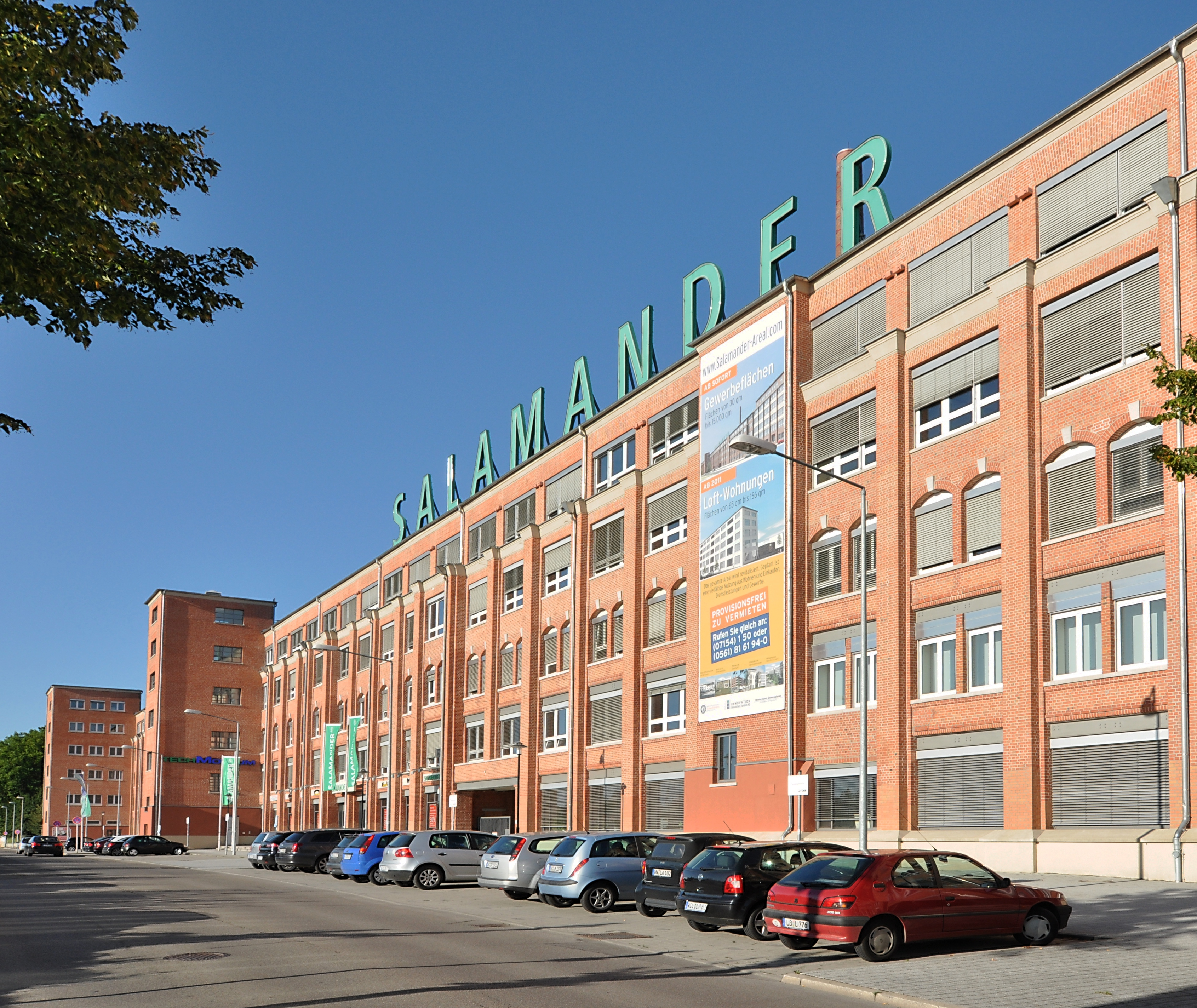
Salamander-Gebäude Kornwestheim

Im Zuge seiner geplanten Verkaufsstrategie schrieb Rudolf Moos 1903, inzwischen Schuhhändler in Berlin mit drei Ladengeschäften, einen Wettbewerb aus. Er suchte einen Hersteller, der für 12,50 statt der üblichen 20,00 Mark Herrenschuhe produzieren konnte. Die Kornwestheimer Firma J. Sigle und Cie., ursprünglich 1891 vom Kornwestheimer Schuhmachermeister Jakob Sigle und dem Stuttgart Lederreisenden Max Levi gegründet und 1898 durch weitere Akteure wie Ernst Sigle (1872–1960) und Isidor Rothschild (1860–1929) erweitert, erhielt den Zuschlag, und Moos präsentierte im Dezember 1903 seine Herrenschuhe im ersten „Salamander-Schuhgeschäft“ in Berlin Friedrichstraße 221. Die von der Schuhfabrik angebotenen Damenschuhe nahm er anfangs nicht in das Sortiment auf, da sie, seiner Meinung nach, nicht dem Modegeschmack seiner Kunden entsprachen. Erst nach einem Besuch von Rudolf Moos Anfang 1904 am Produktionsstandort in Kornwestheim wurde vereinbart, schmalere Damenschuhe, speziell für die Berliner Kundschaft ins Programm aufzunehmen.
Die Salamander-Schuh GmbH wurde im März 1905 durch Rudolf Moos und Max Levi in Berlin als reine Verkaufsorganisation gegründet. Beide Vertragspartner erhielten fälschlicherweise einen Anteil von 50 % der Einnahmen des Unternehmens und Moos war alleiniger Geschäftsführer, welches schon rechnerisch nicht möglich war und allein durch diese Behauptung Streitigkeiten auf Grund falsch geführter Bücher aufkommen ließ. Er hatte einen Salamander-Laden und die eingetragene Marke „Salamander“ in die Gesellschaft eingebracht. Jedoch musste er sich verpflichten, ausschließlich Produkte aus der Fertigung der Schuhfabrik der Gebrüder Sigle zu verkaufen. Nun war es ihm möglich, die Anzahl der „Salamander-Verkaufsgeschäfte“ weiter zu erhöhen. Anfangs waren es fünf Filialen in deutschen Großstädten. Aber bereits im Sommer 1905 verfolgte Max Levi den Plan, dass zumindest zwei Geschäftsführer die Geschicke der Gesellschaft bestimmen sollten. Da sich mit Rudolf Moos aber darüber keine Einigung erzielen ließ, wurde im Juli 1906 eine zweite Salamander GmbH von Levi in Stuttgart angemeldet. Als Geschäftsführer wurde hier Sem Levi (1870–1931), sein Bruder eingesetzt. Bereits im Dezember 1905 wurde in Berlin das zweite Salamander-Geschäft eröffnet und dazu im Vorfeld intensive Werbung mit dem „Salamander-Logo“ betrieben. Ab 1907 wurde der Architekt August Endell (1871–1925) zur Ausgestaltung der Salamander-Läden, der Werbung und zur grafischen Neugestaltung des Salamander-Logos herangezogen. Bereits 1908 waren 7 Salamander-Filialen installiert und Moos konnte seinen Traum von internationalen Geschäften verwirklichen: Die ersten Filialen wurden im Ausland eröffnet. Im selben Jahr wurden auch Lizenzen für Schuhhändler in kleineren Städten unter 80.000 Einwohnern vergeben. Diesen Händlern wurden Alleinverkaufsrechte eingeräumt.

### Trennung der Unternehmensgründer
Bis 1909 hatten sich die Umsatzzahlen außerordentlich positiv entwickelt, in allen Salamander-Läden prangte das Logo mit dem Markentier Salamander und es wurde intensive Anzeigen und Plakatwerbung betrieben. Die ersten 26 Salamander-Filialen waren als Einzelhandelsgeschäfte gut über Deutschland verteilt. Mit 2.880 Mitarbeitern wurden über zwei Millionen Paar Schuhe produziert. Im gleichen Jahr kam es zu Unstimmigkeiten zwischen den Gesellschaftern. Max Levi plante die Geschäfte zukünftig in einer Aktiengesellschaft abzuwickeln. Der AG sollten die Schuhfabriken in Kornwestheim, die Lederfabrik Sihler in Zuffenhausen, die Salamander Muttergesellschaft in Berlin und die Tochtergesellschaft in Stuttgart angehören. Da es zu keiner Einigung kam, verkaufte Rudolf Moos, obwohl die ursprünglich vereinbarten 10 Jahre Laufzeit noch nicht zu Ende waren, seine Anteile und die Markenrechte. Gesellschafter der am 8. September 1909 gebildeten neuen Salamander-Firma waren Jacob Sigle, Isidor Rothschild und Max Levi. Neben den eigenen Geschäften entwickelte sich bis 1913 ein Netz von 832 Lizenzverkäufern im Inland und 26 im Ausland. 3.500 Mitarbeiter stellten auf einer Fläche von 30.000 m² an 2.000 Maschinen jährlich 2,1 Millionen Paar Schuhe her.

### Gründung der Aktiengesellschaft

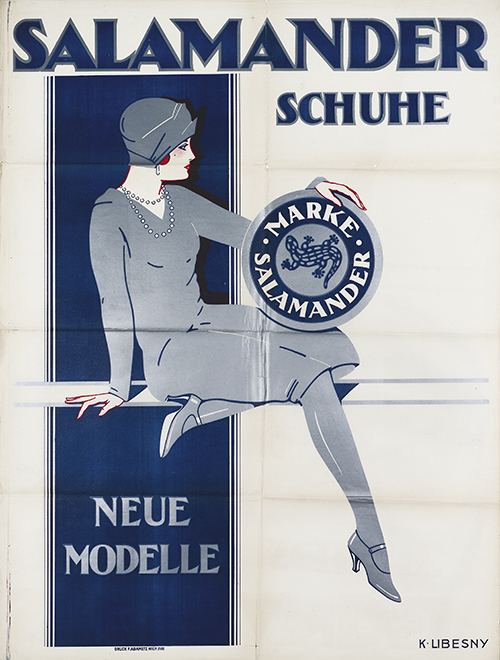
Plakat „Salamander Schuhe / Neue Modelle“;
Entwurf: Kurt Libesny, Druck: F. Adametz, Wien, um 1928

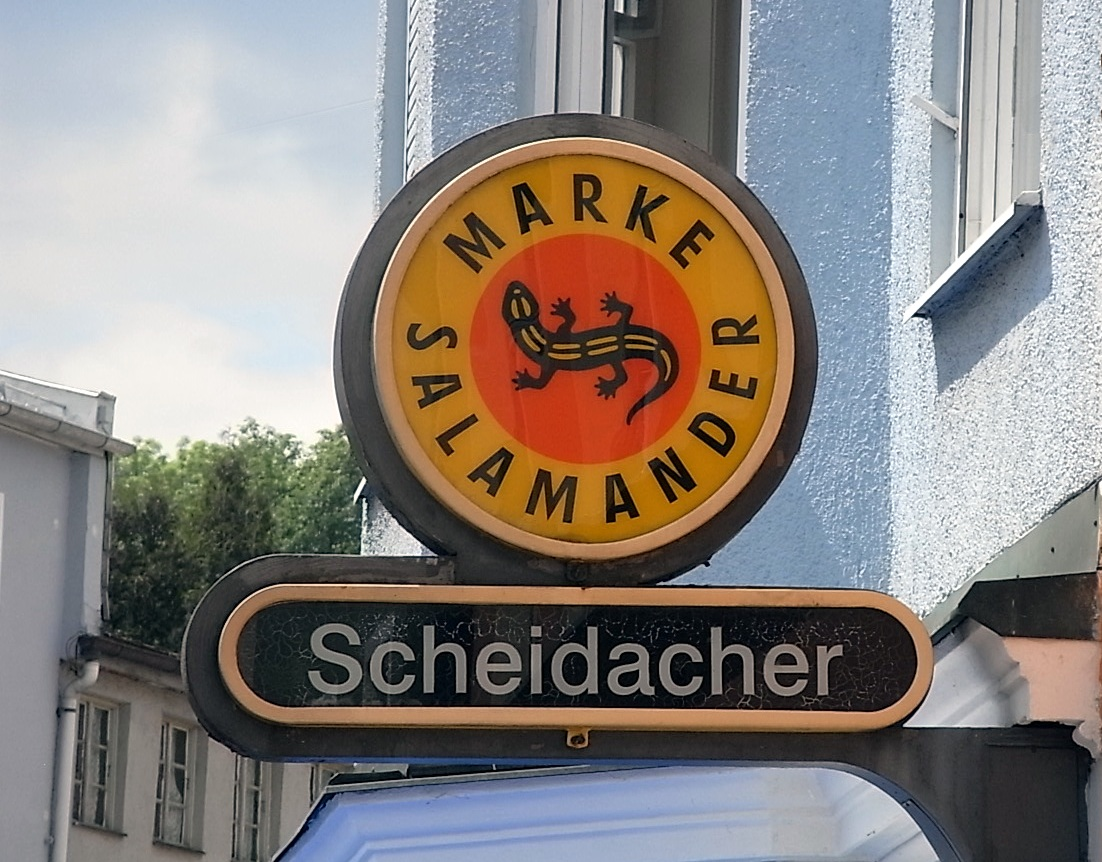
Altes Salamander-Logo an einem Schuhgeschäft

1916 erfolgte die Umwandlung der oHG in eine AG und das Filialnetz wurde auf 50 Filialen erweitert. In der Zwischenkriegszeit entstanden am Hauptsitz in Kornwestheim umfangreiche Produktionsanlagen, dem heutigen Salamander-Areal. 1930 schlossen sich J. Sigle & Cie. Mechanische Schuhfabriken AG und A. Lehne GmbH zusammen, die gemeinsam 16 Millionen Reichsmark Aktienkapital besaßen. Die Aktiengesellschaft schaffte es als Großkonzern, ein Vollsortiment an Schuhen zu produzieren. Als nach der Weltwirtschaftskrise die Damen nach mehr modischen, billigeren Schuhen verlangten, folgte das Unternehmen auch dieser Änderung des Marktes.

### Emigration und Tod der Gründer
Max Levi verstarb 1925, Jakob Sigle 1935 im Alter von 73 Jahren. Rudolf Moos lebte bis 1939 in Berlin. Als Verfolgter des NS-Regimes emigrierte er nach England. Er überlebte Levi und Sigle und starb am 9. Oktober 1951 in Birmingham.

### Weltwirtschaftskrise und Salamander im Nationalsozialismus

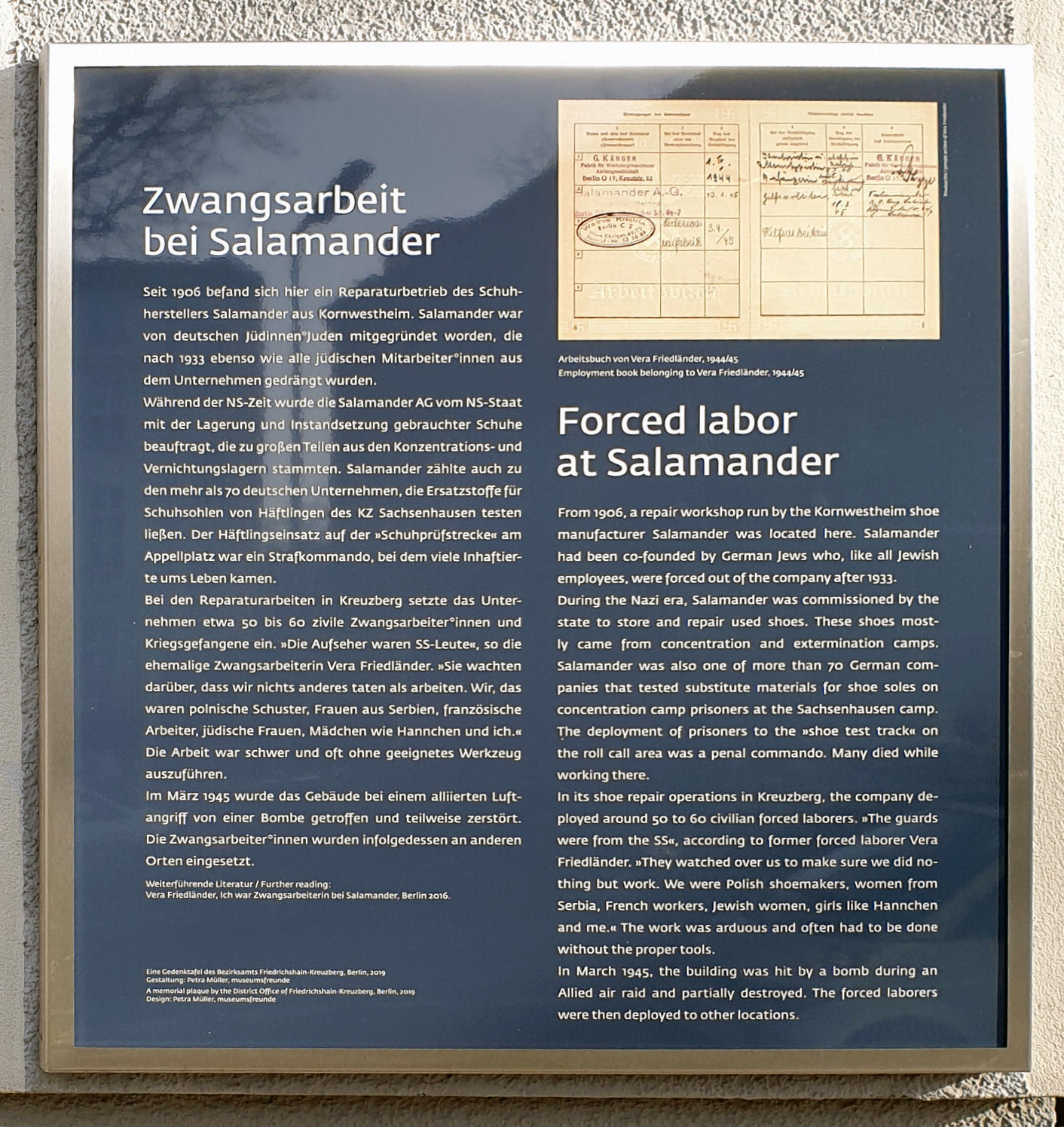
Gedenktafel zur Zwangsarbeit bei Salamander, Berlin-Kreuzberg

Im Gegensatz zu anderen Schuhherstellern konnte Salamander während der Weltwirtschaftskrise von 1927 bis 1933 sogar die Anzahl der Beschäftigten um 1100 erhöhen. 1934 wurde die Zahl jedoch um knapp 500 fast halbiert. Dies war allerdings nicht durch einen Produktionsrückgang begründet, sondern diente dazu, den Konzern nach Rationalisierungsmaßnahmen durch steigende Produktivität wettbewerbsfähig zu halten. Gleichzeitig verschob sich der Frauenanteil an der Belegschaft und erreichte 1932 die 50-Prozent-Marke; auch der Anteil von Facharbeitern ging zugunsten von ungelernten, billigen Arbeitern stark zurück. Ab 1933 verkauften, im Zuge der Arisierung des Unternehmens, die jüdischen Familien Levi und Rothschild ihre Aktien an die Familie Sigle. Salamander gehörte während der Zeit des Nationalsozialismus zu den deutschen Schuhunternehmen, die ihre Schuhe von KZ-Häftlingen im Konzentrationslager Sachsenhausen testen ließen. Dabei mussten die Häftlinge im sogenannten Schuhläufer-Kommando auf einer mit unterschiedlichen Belägen ausgestatteten 700 Meter langen Teststrecke mehrmals bis zu 40 Kilometer zurücklegen. Die Dauerläufe waren de facto Todesmärsche, da die Läufer erschossen wurden, wenn diese infolge von Ermüdung zusammenbrachen.
Vera Friedländer: „Mag sich in unserer Zeit, Jahrzehnte danach, Salamander-Schuhe kaufen, wer will. Ich jedenfalls, das ist sicher, werde keine Schuhe mit diesem Namen tragen. Ich muss, wenn ich diesen Namen höre, an die Schuhe ohne Besitzer denken. Es stimmt nicht, dass die Zeit alle Wunden heilt.“ Vera Friedländer arbeitete als Zwangsarbeiterin im Reparaturbetrieb der Salamander AG „zusammen mit 50 bis 60 Leuten“, polnischen Schuhmachern, Franzosen, Serbinnen und jüdischen Frauen, bis am 18. März 1945 eine Bombe das Gebäude teilweise zerstörte. Das Berliner Adressbuch aus dem Jahr 1937 weist die Salamander AG als Betreiberin eines Reparaturbetriebs in der Köpenicker Straße 6a nach. In Vera Friedländers Arbeitsbuch ist die Adresse auf dem Salamander-Stempel deutlich zu erkennen. In dem Reparaturbetrieb wurden auch Schuhe von ermordeten Häftlingen aus den Konzentrationslagern Auschwitz und Buchenwald für die Weitergabe an die Berliner Bevölkerung instand gesetzt.
Während des Zweiten Weltkriegs verlor Salamander zwischen 1939 und 1945 26 % seiner Werksanlagen und die Hälfte seiner Verkaufsstellen.

#### Lurchi-Hefte
Zur Beschäftigung der Kinder der erwachsenen Kundschaft während des Einkaufs wurde die Comicfigur Lurchi entwickelt. Ab 1937 erschienen bis zum Beginn des Zweiten Weltkriegs 1939 zunächst fünf Folgen der bunten Heftchen, in denen Lurchi gemeinsam mit fünf tierischen Freunden weltweit Abenteuer zu bestehen hatte. Diese konnten gemeistert werden, weil Lurchi und seine Freunde ihre Salamander-Schuhe, die sie ständig trugen, erfolgreich einsetzten.
Von 1951 bis 1972 war der Grafiker und Illustrator Heinz Schubel Zeichner von 52 Folgen der Hefte, ab 1964 auch Texter der gereimten Geschichten, deren Trochäen bis dahin Erwin Kühlewein ohne Salär gereimt hatte, bis 1964 Salamander-Prokurist und -Werbechef. Die Auflagezahl der Lurchi-Heftchen betrug bis zu drei Millionen Stück.
Seit 2022 gestaltet Jan Reiser die Hefte.

### Nachkriegszeit

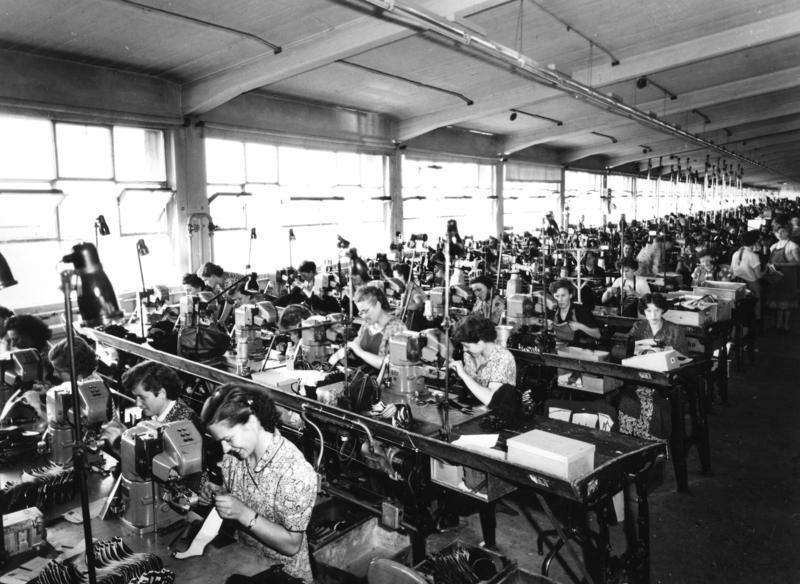
Schuhherstellung bei Salamander um 1954

Ab 1949 produzierte der Konzern auch Kinderschuhe und bald stellten 9.900 Mitarbeiter 7,9 Millionen Paar Schuhe her. Es wurden neben dem Stammwerk in Kornwestheim weitere Fabriken in Türkheim, Pirmasens und Umgebung (Vinningen, Trulben) gegründet. 1952 wurde die Lurchi-Heft-Reihe neu aufgelegt, nachdem die Konjunktur wieder in Schwung geraten war.
Nach der Wertpapierbereinigung und abgeschlossenen Verhandlungen über die Rückerstattung des jüdischen Vermögensanteils 1957 wurden die Aktien der Salamander AG wieder an der Börse notiert. In den 1960er Jahren expandierte Salamander weltweit, so 1960 nach Frankreich und 1969 nach Österreich. 1967 wurden 17.800 Mitarbeiter beschäftigt, die 13,5 Millionen Paar Schuhe produzierten. Das Unternehmen mit eigenem Filialnetz entwickelte sich zu Europas größtem Schuhhersteller. Ab 1971 sank jedoch der Absatz an Schuhen sehr stark, da ausländische Billighersteller auf den europäischen Markt drängten. 1981 betrug die Mitarbeiterzahl nur noch 7.566, die Schuhjahresproduktion lediglich acht Millionen Paar Schuhe.

### Entwicklung zum Mischkonzern
In den 1980er Jahren expandierte das Unternehmen in den Sparten Handel und Dienstleistungen. Das Geschäft entwickelte sich zunächst wieder positiv, der Umsatz überstieg 1983 die Milliardengrenze. Die Ladenkette erhielt ein neues, einheitliches Design. Zugleich drangen sowohl die Herstellung als auch der Vertrieb in das östlich gelegene Ausland (DDR, Polen, Volksrepublik Ungarn, die Tschechoslowakei und die Sowjetunion) sowie in die Vereinigten Arabischen Emirate über Beteiligungen und Tochterunternehmen vor. Nach und nach wurde aus der Schuhhandelskette mit eigener Produktion ein Mischkonzern mit den weiteren Geschäftsfeldern Immobilien, Industrieprodukte und Dienstleistungen (etwa dem Gebäudereiniger Gegenbauer-Bosse oder für kurze Zeit auch dem Parkraumbewirtschafter APCOA).

### Niedergang
Die Präsenz in Osteuropa, vor allem in Ländern der ehemaligen Sowjetunion, brachte dem Unternehmen zwischen 1991 und 1996 Verluste in Höhe von etwa 100 Millionen DM ein, woraufhin Werke in Deutschland und Tschechien geschlossen werden mussten. Die Schuhproduktion wurde von 9,1 Millionen Paar Schuhe im Jahr 1994 auf 7,1 Millionen Paar 1995 heruntergefahren.

### Übernahme und Insolvenz

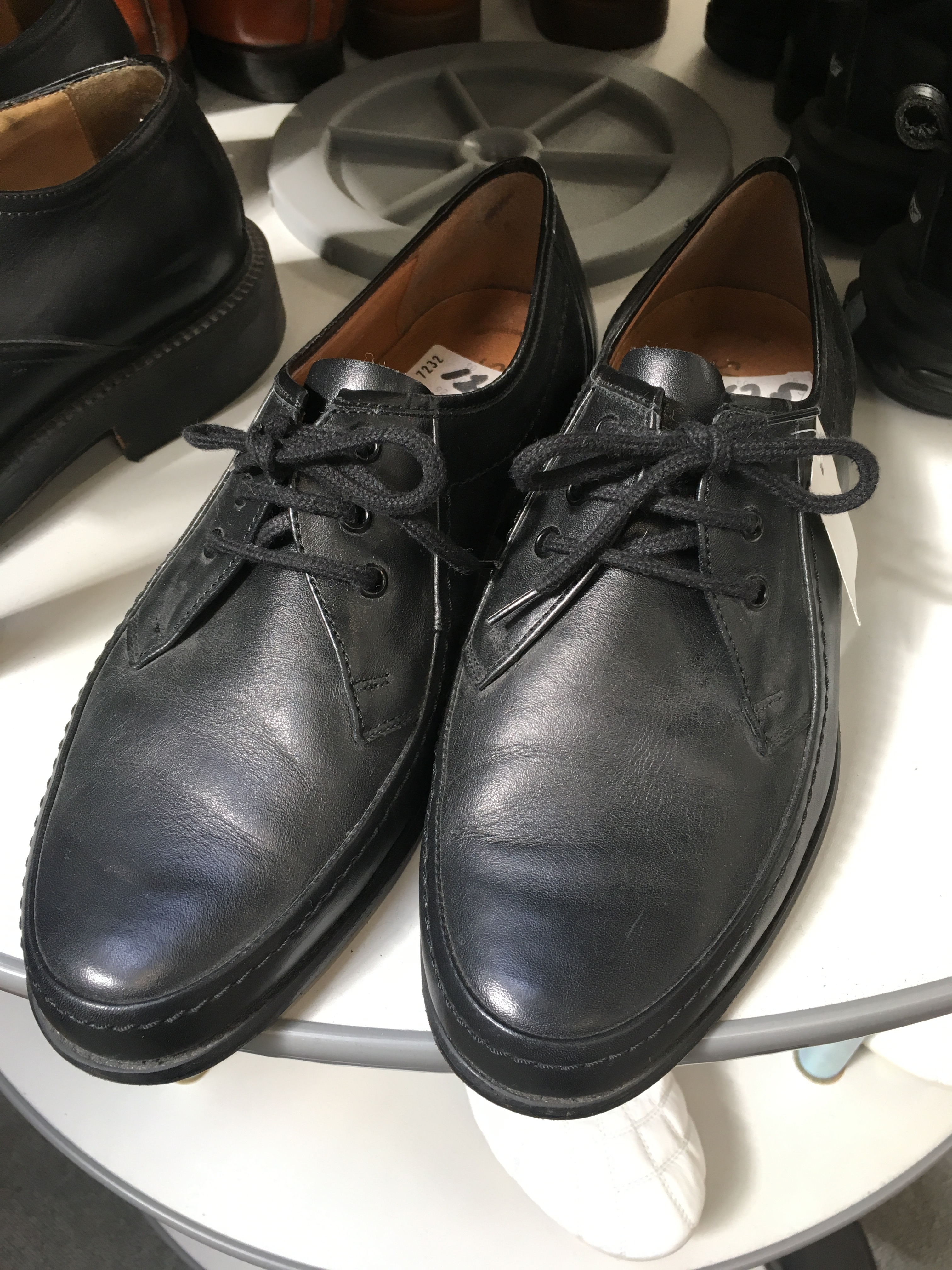
Schuhe von Salamander

Ab 1997 fand mehrfach ein Wechsel unter den Großaktionären statt.

1999 übernahm Salamander die Mehrheit an APCOA.

Im Jahr 2000 erhöhte die Energie Baden-Württemberg AG (kurz: EnBW) ihren Anteil auf knapp 84 % und erwarb in den beiden folgenden Jahren alle anderen Anteile. Die Schuhfirma umfasste zu dieser Zeit 230 Filialen in neun europäischen Ländern. 2002 erwirtschaftete der Salamander-Konzern mit etwa 20.000 Mitarbeitern bei einem Umsatz von 1,29 Milliarden Euro einen Gewinn von 52,5 Millionen Euro; der Schuhbereich schrieb jedoch mit 18,8 Millionen Euro Verlust rote Zahlen. 2003 wurde das Schuhgeschäft von Salamander an den Garant Schuh + Mode AG-Verbund weiterverkauft. Ein gleichzeitig begonnenes Sanierungskonzept führte zum Verlust von 1330 der insgesamt 4760 Arbeitsplätze im Schuhsegment und der Schließung aller verbliebenen Werke in Deutschland und eines Werkes in Ungarn.
2004 erfolgte der Verkauf des Geschäftsfelds Industrieprodukte. Der Geschäftsbereich Immobilien gehört bis heute zu EnBW und wurde 2005 umfirmiert in EnBW Beteiligungen AG.
Am 8. September 2004 meldete Salamander Insolvenz an, nachdem einen Tag zuvor die Muttergesellschaft Garant Schuh + Mode AG denselben Schritt getan hatte. Deren Finanzprobleme rührten von der Übernahme der defizitären Salamander von EnBW her.
Zum 1. April 2005 erfolgte die Übernahme der Salamander-Gruppe durch Egana Goldpfeil. Salamander betrieb wieder rund 260 Geschäfte in Deutschland, Frankreich, Österreich, Polen, Ungarn, Tschechien und Russland und verkaufte neben Schuhen auch Hemden, Krawatten, Taschen und Lederaccessoires. Das Unternehmen Salamander beschäftigte 2007 rund 1800 Mitarbeiter und erzielte einen Umsatz von etwa 190 Millionen Euro.
Zum 1. Juli 2008 wurde der Sitz von Kornwestheim nach Offenbach am Main zum Stammsitz des Mutterkonzerns EganaGoldpfeil verlegt. Zurück blieb in Kornwestheim lediglich das Verkaufsgeschäft.
2008 meldete EganaGoldpfeil Insolvenz an, das gesamte Unternehmen wurde anschließend abgewickelt.

### Heutige Situation

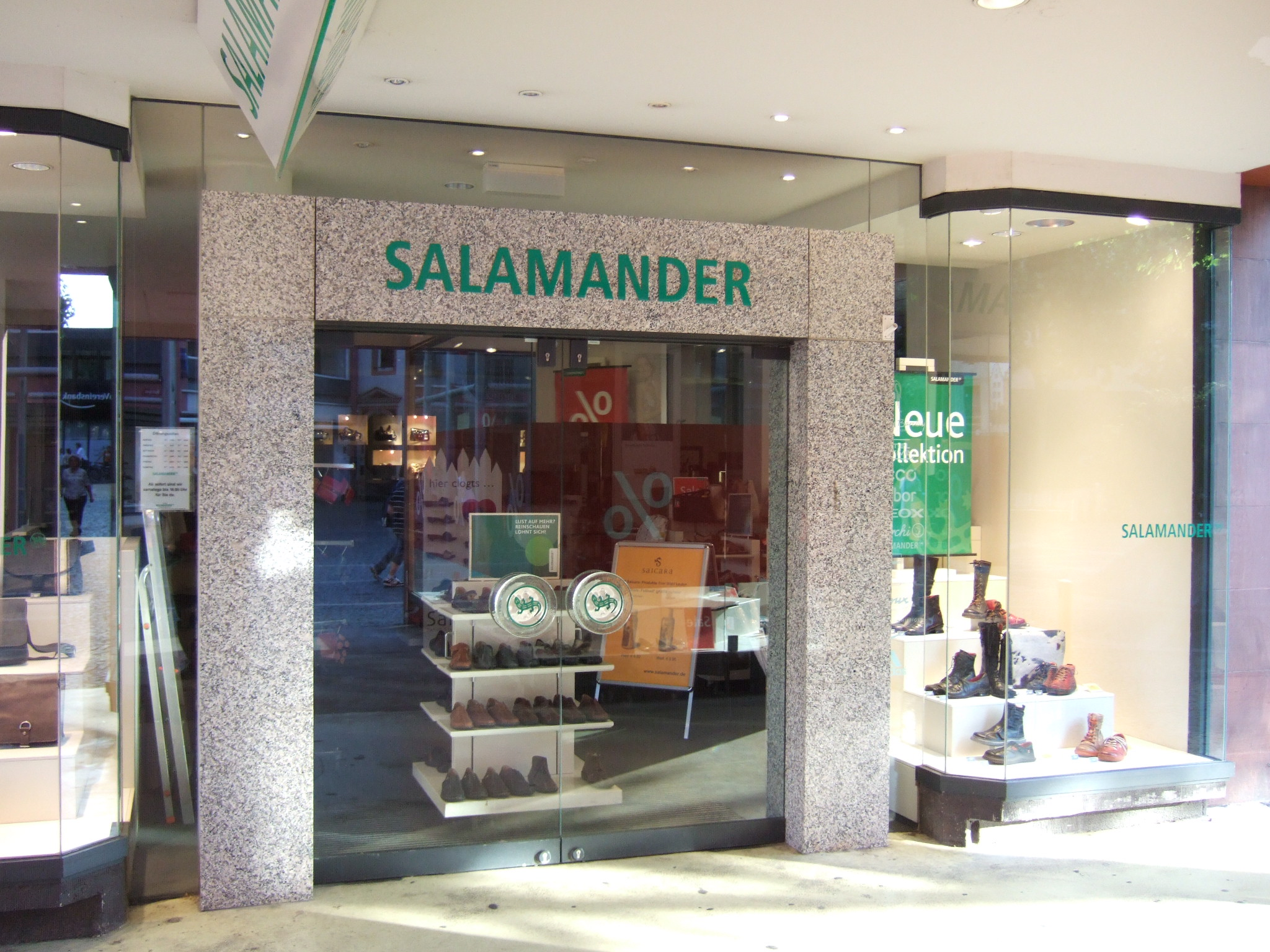
Salamander-Geschäft in Mainz 2007

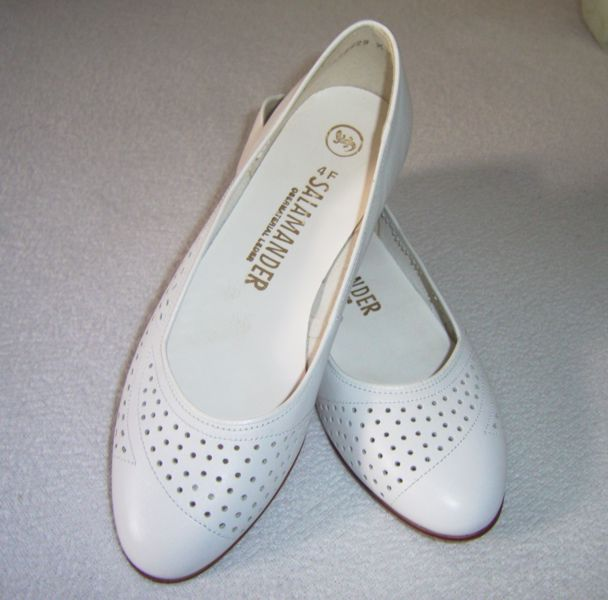
Salamander-Ballerinas

Nach der Insolvenz von EganaGoldpfeil wurde Salamander mit weltweit rund 1800 Beschäftigten und rund 190 Millionen Euro Jahresumsatz einschließlich ausländischer Tochtergesellschaften und Markenrechte im Februar 2009 vom Schuhhersteller und -händler Ara AG aus Langenfeld übernommen.
Die deutschen Salamander-Filialen wurden seit 2009 als eigenständige Schuhhaus-Kette, der Salamander Deutschland GmbH & Co. KG, als Teil der Schuhhaus Klauser GmbH & Co. KG aus Wuppertal geführt.
Am 23. September 2010 wurde bekannt, dass ein Joint Venture der Schuhfabrikanten Ara und Wortmann (Tamaris) eine neue Lurchi-Kollektion für Kinder auf den Markt bringen wollte.
Im April 2016 wurde die rückwirkend zum 1. Januar 2016 erfolgte Übernahme von Schuhhaus Klauser sowie deren Tochtergesellschaft Salamander Deutschland von der Gesellschafterfamilie Prange durch die Ara AG bekannt gemacht. Somit gehört seit 2016 Salamander vollständig zu Ara.
Im Dezember 2022 kam es zur Insolvenz und sowohl Klauser GmbH & Co. KG als auch Salamander Deutschland GmbH & Co. KG stellen beim Amtsgericht Wuppertal Anträge auf die Einleitung eines Schutzschirmverfahrens.
Ende Juni 2023 wurde der Rückzug aus Österreich bekannt und der bisherige Eigentümer Ara AG gab bekannt, sich von Salamander trennen zu wollen und für das Unternehmen einen Investor zu suchen.
Im Jahr 2024 wurde die Marke Salamander von der AstorMueller AG übernommen. Die Marke wurde im Februar 2025 im Online-Shop salamander.de mit einer neuen Kollektion neu eingeführt.

## Besonderheiten und Sortiment
Das Besondere am historischen Unternehmen Salamander war, dass es nicht nur Schuhe herstellte, sondern sie auch durch ein eigenes Filialnetz vertrieb. Der Großkonzern der 1960er Jahre bis 2000 spaltete seine Produktpalette in mehrere unterschiedliche Marken (Salamander, Lurchi, Betty Barclay, Sioux, Apollo, Yellomiles, Camel Active Footwear) auf, die in verschiedenen Preissegmenten für unterschiedliche Zielgruppen produziert und zum Teil in Lizenz geführt wurden. Die Eigenmarke Yellomiles wurde 2003 eingestellt, die Lizenz für Camel-Schuhe ging 2000 an Gabor Shoes, die Firma Sioux mit ihrer Herren-Marke Apollo wurde bereits 2003 von Egana Goldpfeil gekauft und ist heute im Besitz einer Frankfurter Beteiligungsgesellschaft, die Lizenz für Betty Barclay Schuhe hielt nach Salamander ab 2004 die holländische Intermedium B.V. Generell besetzt Salamander das mittlere Preissegment, mit eher modischen als klassischen Produkten. Mitte 2007 nahm Salamander auch rahmengenähte Schuhe unter eigenem Namen in das Programm auf.